# Kýlatka čtyřlistá

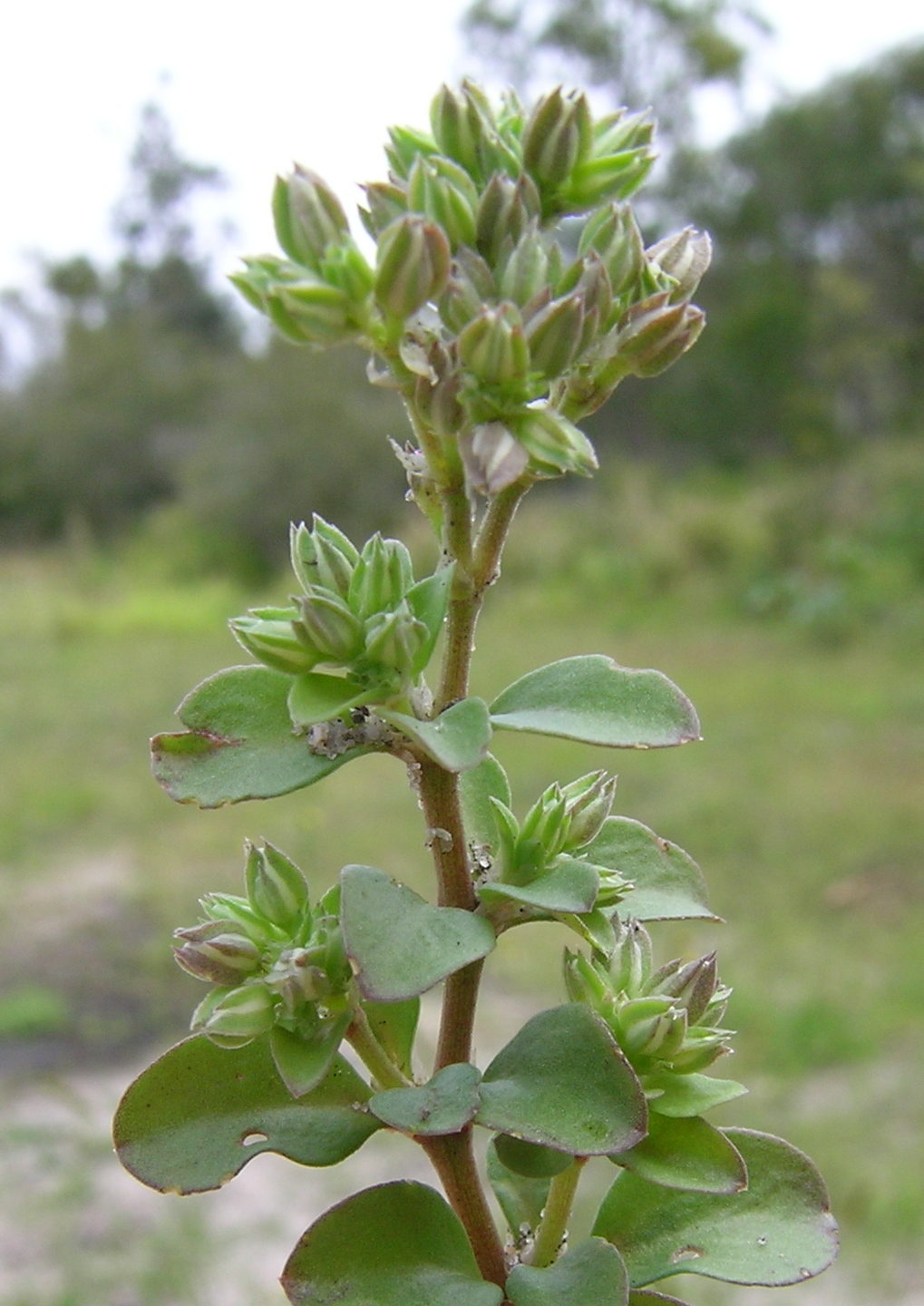
Lodyha s listy a pupeny

Kýlatka čtyřlistá (Polycarpon tetraphyllum) je drobná bylina, jeden z osmi až patnácti druhů rodu kýlatka. Je to rostlina lehce přehlédnutelná a je na ní nahlíženo jako na plevel, který příliš škody nenadělá. Druhové jméno čtyřlistá je odvozeno od počtu listů v lodyžních přeslenech.

## Výskyt
Bylina je původní téměř v celé Evropě, v jihozápadní a jihovýchodní Asii, na indickém subkontinentu, v Číně, na Kavkaze, Arabském poloostrově a v severní i tropické Africe. Postupně se rozšířila do Severní i Jižní Ameriky, Austrálie, na Nový Zéland i některé Tichomořské ostrovy. Její velmi drobná semena jsou nepozorovaně šířena při přepravě různého zboží. Přítomnost kýlatky čtyřlisté je na některých místech stabilně hojná, na jiných se znovu objevuje po několikaleté nepřítomnosti.
V České republice se tento neofyt vyskytuje jen příležitostně, pravděpodobně se zde dostává z oblastí okolo Středozemního moře. Poprvé byl v české přírodě zpozorován roku 1863. Na Slovensko se dostal již mnohem dříve a předpokládá se, že byl přinesen již Římany se sazenicemi vinné révy.

## Ekologie
Roste na vlhkých, skeletnatých, hlavně písčitých, nevápněných půdách s dostatkem dusíku. Její stanoviště se obvykle nacházejí v částečně zastíněných místech s nezapojeným nebo často narušovaným vegetačním krytem. Objevuje se ve štěrbinách chodníků, na štěrkových náspech, okrajích silnic, v rozdrolených trávnících, ve vinohradech i ovocných sadech. Je konkurenčně slabá a jen obtížně se dokáže prosadit proti jiným rostlinám v zapojeném porostu.

## Popis
Kýlatka čtyřlistá je jednoletá rostlina, případně ozimá, s vidličnatě větevnatou, polehlou nebo krátce vystoupavou, fialově naběhlou lodyhou ne delší než 15 cm. Je porostlá obvejčitými, zelenými listy s krátkými řapíky, které vyrůstají vstřícně nebo, a to častěji, ve zdánlivých čtyřčetných přeslenech. Dva listy jsou větší, dva menší a pod nimi jsou drobné, kopinaté, blanité palisty. Listové čepele vejčitého až elipsovitého tvaru bývají dlouhé 5 až 20 mm a široké 3 až 8 mm, po obvodě jsou celistvé a na koncích zahrocené či okrouhlé.
Velmi drobné (1 až 2 mm) květy na vzpřímených, krátkých stopkách vytvářejí od poloviny lodyhy bohatá, vidlanovitá květenství, v místech rozvětvování rostou dva blanité listeny podobné palistům. Oboupohlavné květy mají pět vytrvalých, vydutých, kopinatých a na vrcholu zahrocených kališních lístků. Jsou asi 2 mm dlouhé a během dozrávání plodu se prodlužují a mírně rozevírají, objímají tobolku. Pět drobných, bílých, na vrcholu mírně vykrojených, jen 1 mm dlouhých a brzy opadávajících korunních lístků je překryto lístky kališními. V květu jsou tři až pět tyčinek s vespod srostlými nitkami. Jednopouzdrý, vrchní semeník nese krátkou čnělku s trojlaločnou bliznou.

## Rozmnožování
Kvetou v květnu až září, jsou kleistogamické a většinou se opylují bez otevření. Plodem je vejčitá, asi 1,5 mm dlouhá tobolka, která se otvírá třemi trubičkovitě se stáčejícími chlopněmi. Obsahuje šest až devět hnědých, elipsovitých či hranatých, nejvýše 0,5 mm velkých semen, která jsou po puknutí tobolky vystřelována až do vzdálenosti několika decimetrů.
Rostlina se rozmnožuje výhradně semeny, která po několik let vydrží nehluboko v půdě čekat na příhodné podmínky k vyklíčení. Semena jsou přirozeně rozšiřována větrem, vodou nebo v exkrementech zvířat kterými byly rostliny spaseny. Pro svou nepatrnou velikost mohou lekce kontaminovat přesunující se stroje, techniku i převážené suroviny. Často vyrůstají u silnic, železničních tratích, na překladištích a okolo továren mykající surovou ovčí vlnu.

## Taxonomie
Rostliny kýlatky čtyřlisté vyskytující se na rozsáhlém území doznaly postupně místních změn a jsou rozeznávány čtyři poddruhy:
- Polycarpon tetraphyllum (L.) L. subsp.tetraphyllum
- Polycarpon tetraphyllum (L.) L.subsp.diphyllum (Cav.) O. Bolos & Font Quer
- Polycarpon tetraphyllum (L.) L.subsp.alsinifolium (Biv.) Ball
- Polycarpon tetraphyllum (L.) L.subsp.dunense (P. Fraga & Rosselló) Iamonico.[7][8]

## Význam
Rostliny nemají ekonomického využití a přestože jsou místy hojné, nejsou považované za závažný škodící plevel. Někdy narušují estetický vzhled okrasných trávníků.